# Territoires du Sud
1902–1957
- trois départements du Nord (Alger, Oran et Constantine)
- quatre territoires du Sud (Aïn-Sefra, Ghardaïa, Oasis et Touggourt

Entités précédentes :
- Sahara français

Entités suivantes :
- Départements français du Sahara
  - Oasis (en partie)
  - Saoura (en partie)

1905–1957
Entités précédentes :
- subdivision d'Aïn-Sefra[8]

Entités suivantes :
- Saoura (en partie)[7]

1905–1957
Entités suivantes :
- Oasis[7]

1905–1957
Entités suivantes :
- Oasis (en partie)[7]

1905–1957
Entités suivantes :
- Oasis (en partie)[7]

Les territoires du Sud sont une subdivision de l'Algérie française ayant existé entre 1902 et 1957. Ils recouvraient la totalité du Sahara algérien et une partie des hauts-plateaux du Nord algérien. Perpétuant le type d'administration qu'avait connu l'Algérie du Nord au XIXe siècle, ils étaient administrés par des militaires, sous la haute autorité du gouverneur général de l'Algérie.

## Histoire

### Contexte
Après son annexion par la France en 1848, l’Algérie fut partagée en trois départements: Alger, Constantine et Oran. La France est alors peu soucieuse d'une extension au-delà du Tell, considéré comme la limite géographique naturelle d’un territoire envisagé selon le modèle traditionnel de colonisation en Méditerranée. Cela n'empêche néanmoins pas, dès les années 1840, la prise de postes militaires avancés (Sebdou, Laghouat, Biskra, Batna, ...) faisant entrer la partie nord du Sahara dans la zone de conquête française .
À la fin du XIXe siècle, la conférence de Berlin de 26 février 1885 définit les modalités du partage de l'Afrique entre les puissances européennes, le traité du 5 août 1890 entre la France et le Royaume-Uni délimite les zones d'influence respectives des deux pays au Sahara et au Soudan.Cela laisse alors le champ libre à la France pour la prise de In Salah en 1898, le Tidikelt puis le Touat et le Gourara en 1900.

### Campagnes du Sahara (1880-1902)
Le refus de l'occupation française, va voir l'émergence, tout au long de la fin du XIXe siècle, des mouvements insurrectionnels notamment dans les régions sahariennes. Le Cheikh Bouamama (1833 ou 1840-1908) notamment, chef de la tribu des Ouled Sidi Cheikh, continue de résister dans le sud oranais avant d'abandonner le combat en 1902.
De même, les Touaregs du Hoggar sur le Tidikelt s'oppose à l'avancée française dans la région causant notamment de lourdes pertes humaines à la mission Flatters, alors en repérage dans la région pour la possible création d'une nouvelle route commerciale avec l'Afrique sub-saharienne. En réponse, la France réprime durement les Touaregs lors de la Bataille de Tit le 7 mai 1902, occasionnant à ces derniers la perte de 99 hommes, perte énorme puisque les tribus ne disposaient que de 1 200 combattants, et l'amenokal Moussa ag-Amastane dut se soumettre à In Salah au début de 1904.

### Loi de création et organisation
Les territoires du Sud sont créés par la loi du 24 décembre 1902. Il s'agit des territoires militaires relevant du gouverneur général de l'Algérie.
Les territoires du Sud furent constitués par la réunion de différents espaces avec d'importantes fractions des départements d'Oran, d'Alger et de Constantine incluses dans leurs « territoires de commandement ». Il s'agissait notamment des parties sahariennes des départements de Constantine (cercles de Biskra et de Touggourt) et d'Alger (cercles de Laghouat et d'El Goléa (El Menia), comprenant le Mzab), et d'une partie des hauts-plateaux algérois (cercle de Djelfa) et oranais (cercles d'Aïn Sefra, Mécheria et Geryville (El Bayadh).

## Territoire
| Empire chérifien Protectorat français  | Algérie française Oran, Alger, Constantine    |                                                    |
| Protectorat espagnol (Sahara espagnol) | des territoires du Sud                        | Libye italienne Territoire du Sud (Sahara libyque) |
| Mauritanie                             | Soudan français Afrique-Occidentale française | Niger                                              |

La loi du 24 décembre 1902 fixe leur limite nord des territoires du Sud à la limite sud des circonscriptions militaires suivantes : le cercle de Marnia (auj. Maghnia), l'annexe d'El Aricha, celle de Saïda, le cercle de Tiaret, l'annexe d'El-Afflou (auj Aflou), le cercle de Boughar, l'annexe de Chellala (auj. Ksar Chellala, celle de Sidi Aïssa, le cercle de Bou Saâda, l'annexe de Barika, le poste de T'Kout du cercle de Biskra, le cercle de Khenchela et celui de Tébessa.
La frontière entre les territoires du Sud et la Libye italienne résulte d'une convention franco-britannique du 14 juin 1898, modifiée par l'accord franco-italien du 12 septembre 1919. Elle est confirmée par le traité franco-libyen du 10 août 1955. Le tronçon entre Ghadamès et Ghat est délimité par l'accord du 26 décembre 1956.
La frontière entre les territoires du Sud et le Sahara espagnol est fixée par une convention du 27 juin 1900 puis deux accords secrets de 1902 et 1904. En 1912, un traité en confirme le tracé.
La limite entre les territoires du Sud et l'Afrique-Occidentale française est fixée, pour la première fois, le 7 juin 1905, à la suite des rapports établis par les colonels Laperrine et Ronget. Cette limite est modifiée par une convention signée à Niamey le 20 juin 1909. D'autres modifications mineures sont introduites par la suite.

## Organisation des territoires du Sud
Un décret du 14 août 1905 prévoit la division des territoires du Sud en quatre circonscriptions — le territoire d'Ain Sefra, celui de Ghardaïa, celui des Oasis (Ouargla pour chef-lieu) et celui de Touggourt — et renvoie leur délimitation à un décret qui intervient le 12 décembre 1905.

### Territoire d'Aïn-Sefra
Aux termes de l'article 3 du décret 12 décembre 1905, le territoire d'Aïn-Sefra comprend le cercle de Mécheria, l'annexe d'Aïn-Sefra, celle de Beni-Ounif, le cercle de Colomb (Colomb-Béchar, auj. Béchar), l'annexe de Beni-Abbès et le cercle de Géryville (auj. El Bayadh). Son chef-lieu est fixé à Aïn-Sefra.

### Territoire des Oasis
Le territoire des Oasis, dont le chef-lieu est Adrar, comprend les annexes de Touat, de Timimoun et d'In-Salah.

### Territoire de Ghardaïa
Le territoire de Ghardaïa, dont le chef-lieu provisoire est Djelfa, comprend les cercles de Ghardaia et de Laghouat ainsi que les annexes de Djelfa et d'Ouargla.

### Territoire de Touggourt
Le territoire de Touggourt, dont le chef-lieu provisoire est Biskra, comprend le cercle de Touggourt ainsi que les annexes de Biskra et d'El Oued.

## Administration
Le décret du 14 août 1905 place à la tête de chacun des quatre territoires un officier supérieur, sous le même régime administratif que celui des territoires de commandement en Algérie, et sous l'autorité des officiers des « bureaux arabes ». Le gouverneur général de l'Algérie y exerça les attributions dévolues en Algérie aux préfets et aux généraux commandant les territoires militaires, et les services concernant ces territoires sont placés sous l'autorité d'un haut fonctionnaire résidant à Alger.
Dans la loi « portant statut organique de l'Algérie » votée le 20 septembre 1947 par l'Assemblée nationale, dite Statut de 1947, l'Algérie fut définie comme « un groupe de départements doté de la personnalité civile et de l'autonomie financière », comprenant les territoires du Sud, qui furent considérés comme départements, pour les besoins de la cause, par l'article 50 de la loi, qui prévoyait également l'intégration de leur budget particulier à celui de l'Algérie à compter du 1er janvier 1948 et leur départementalisation effective dans un proche avenir.
En 1951, ils reçurent le numéro de département 94.

## Statut juridique des personnes
Le décret Crémieux ne s'applique pas aux territoires du Sud.

## Évolution du découpage administratif
La partie saharienne des territoires du Sud fut remplacée par les départements français du Sahara le 7 août 1957 : l'Est forma le département des Oasis et l'Ouest le département de la Saoura.
Leur fraction située au nord de l'Atlas saharien fut ensuite incluse, par la loi cadre du 5 février 1958, dans deux départements du Nord algérien, ceux de Médéa (commune mixte de Djelfa) et Saïda (communes mixtes d'Aïn-Sefra, Geryville (El Bayadh) et Mécheria).

## Sources
- « Loi du 24 décembre 1902, portant organisation des territoires du Sud de l'Algérie et instituant un budget autonome et spécial pour ces régions », Bulletin des lois de la République française, vol. 66, no 2430,‎ 1903, texte no 42807, p. 535-536 (lire en ligne, consulté le 6 août 2015) La loi a été promulguée au Journal officiel de la République française du 27 décembre 1902.
- « Décret du 14 août 1905, déterminant les attributions nouvelles du gouverneur général de l'Algérie en ce qui touche les territoires du Sud, leur organisation administrative et militaire », Bulletin des lois de la République française, vol. 71, no 2648,‎ 1905, texte no 46344, p. 1057-1059 (lire en ligne, consulté le 6 août 2015) Le décret a été promulgué au Journal officiel de la République française du 18 août 1905.
- « Décret du 12 décembre 1905, portant organisation des territoires du Sud de l'Algérie », Bulletin des lois de la République française, vol. 72, no 2680,‎ 1906, texte no 46786, p. 574-575 (lire en ligne, consulté le 6 août 2015) Le décret a été promulgué au Journal officiel de la République française du 13 décembre 1905.